# Fórmula Renault 2.0 Alpes

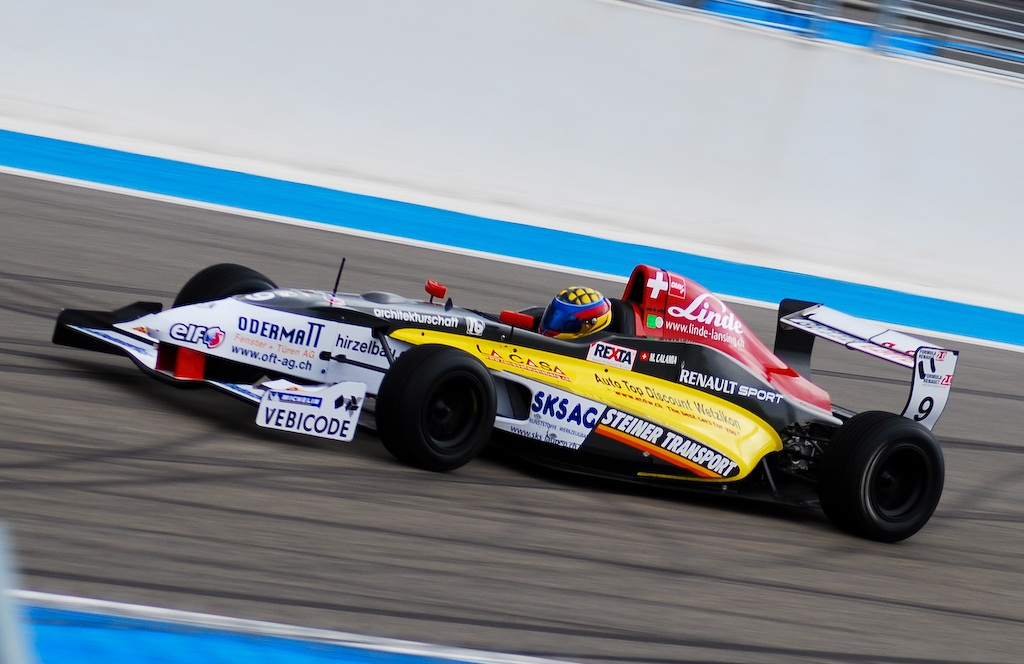
El piloto Mauro Calamia en 2017

La Fórmula Renault Alpes fue una competición de automovilismo de Fórmula Renault disputada entre 2011 y 2015. Resultó de una evolución de la Fórmula Renault 2.0 Suiza. La competición solía disputarse en circuitos de los Países alpinos.

## Características

### Monoplaza
- Motor: Clio III Renault Sport Mk II, 4 cilindros, 16 V.
- Cilindrada: 1998 cc
- Potencia: 210 CV a 7.150 rpm
- Cambio: 7 marchas secuenciales + retroceso con palancas en el volante.
- Frenos: 1 disco en cada rueda.
- Carburante y lubricante: Elf
- Neumáticos: Michelin (slick 20-54X13 ant.; 24-5Xx13 post.)
- Peso: 517 kg

## Formato de carreras
- 2 Prácticas libres de 30 o 40 minutos.
- 1 sesión de calificación de 30 minutos.
- 2 carreras de 25 minutos más 1 vuelta.

## Circuitos
| - Monza (2011-2015) - Imola (2011-2015) - Mugello (2012-2014) - Vallelunga (2013) - Misano (2013, 2015) - Hungaroring (2011) | - Pau (2011-2012, 2014-2015) - Paul Ricard (2011) - Spa-Francorchamps (2011-2015) - Österreichring (2011-2012, 2014-2015) - Montmeló (2012) - Jerez (2014-2015) |

## Campeones
| Año  | Piloto          | Escudería       |
| ---- | --------------- | --------------- |
| 2011 | Javier Tarancón | Tech 1 Racing   |
| 2012 | Daniil Kvyat    | Tech 1 Racing   |
| 2013 | Antonio Fuoco   | Prema Powerteam |
| 2014 | Nyck de Vries   | Koiranen GP     |
| 2015 | Jack Aitken     | Koiranen GP     |